# Березень '68
Березень 68 — польська кінодрама режисера Кшиштофа Ланга 2022 року.

## Актори
- Ванесса Александер — Ганна
- Ігнасій Лісс в ролі Янека
- Іренеуш Чоп — батько Янека
- Едіта Ольшувка — мати Янека
- Маріуш Бонашевський — Батько Ганни
- Анна Радван — мати Ганни
- Марцін Штабінський як сторож у будинку
- Миколай Кубацький як студент[2]